# 草原側頸龜
草原側頸龜（學名：Podocnemis vogli）是南美側頸龜屬下的一種龜。發現於委內瑞拉和哥倫比亞。